# Skinnaråsen
Skinnaråsen är en fäbod i Leksands socken, Leksands kommun.
I 1663 års fäbodinventering upptas 3 brukare, från byarna Rälta, Gärde och Smedsarvet.
Vid storskiftet på 1820-talet fanns 27 delägare i fäboden, alla med åker. Skinnaråsens blomstringstid var under slutet av 1800-talet. Omkring 1925 avtog fäboddriften snabbt, medan Matspersmor från Mjälgen fortsatte fäboddriften fram till mitten av 1930-talet.
Enligt traditionen fanns ett "rånnhål" där råndan bodde i Skinnaråsens östra brant, vilken skall ha varit ingången till Skinnarås Gullras salar.
På 1980-talet fanns 11 bevarade fäbodstugor, jämte 4 nyare sommarstugor.
Fäboden är klassificerad som ett Riksintresse för kulturmiljövård.